# Mack Horton
Pour les articles homonymes, voir Horton.
Mackenzie Horton, né le 25 avril 1996 à Melbourne, est un ancien nageur australien, spécialiste de la nage libre.

## Carrière
En 2014, aux Championnats pan-pacifiques, il remporte la médaille d'argent du 800 m nage libre, celle de bronze du 1 500 m nage libre et termine à la troisième place avec le relais australien du 4 × 200 m nage libre.
En 2015, aux Championnats du monde à Kazan, il remporte la médaille de bronze du 800 m nage libre, en 7 min 44 s 02.
Il est sacré champion olympique  aux Jeux olympiques d'été de 2016. Il est médaillé de bronze du 4 x 200 mètres nage libre aux Jeux olympiques d'été de 2020 à Tokyo (il ne participe qu'aux séries).
Il annonce sa retraite le 21 janvier 2024 et justifie sa décision de ne pas aller jusqu'aux Jeux olympiques de Paris 2024 : « Je voulais absolument nager à Paris, mais l'envie n'y est pas. J'ai toujours voulu donner le meilleur de moi-même et je ne suis pas quelqu'un qui veut simplement faire des stats, c'est donc le bon moment pour m'arrêter ».

## Palmarès

### Jeux olympiques d'été
- Jeux olympiques 2016 à Rio de Janeiro ( Brésil) :
  -  Médaille d'or du 400 m nage libre.
- Jeux olympiques 2020 à Tokyo ( France) :
  -  Médaille de bronze du 4 × 200 m nage libre (ne participe qu'aux séries)

### Championnats du monde

#### En grand bassin
- Championnats du monde 2015 à Kazan ( Russie) :
  -  Médaille de bronze du 800 m nage libre.
- Championnats du monde 2017 à Budapest ( Hongrie) :
  -  Médaille d'argent du 400 m nage libre.
  -  Médaille de bronze du 1 500 m nage libre.
- Championnats du monde 2019 à Gwangju ( Corée du Sud) :
  -  Médaille d'or au titre du relais 4 × 200 m nage libre.
  -  Médaille d'argent du 400 m nage libre.
- Championnats du monde 2022 à Budapest ( Hongrie) :
  -  Médaille d'argent au titre du relais 4 × 200 m nage libre.

## Attitude face au dopage
À la suite de la victoire du controversé Sun Yang sur 400 mètres nage libre aux mondiaux de natation 2019, Mack Horton, deuxième de l'épreuve, refuse de rester sur le podium avec Sun Yang. Il reçoit un avertissement de la FINA pour son geste[réf. nécessaire].